# Kaj Poulsen
Kaj Kvistgård Poulsen (* 31. prosince 1942, Morsø, Dánsko) je bývalý dánský fotbalový útočník, který ukončil kariéru v roce 1974 v dánském klubu Vejle BK. V roce 1965 získal v Dánsku ocenění Fotbalista roku.
Mimo Dánska hrál ještě v Německu a Belgii.

## Reprezentační kariéra
V dánském reprezentačním výběru U21 odehrál pouze 1 zápas, aniž by vstřelil gól (6. září 1964 výhra 3:2 s Finskem). V roce 1965 odehrál 2 zápasy za dánský reprezentační B-tým.
V A týmu Dánska zažil debut 5. července 1965 v utkání s Islandem (výhra 3:1). Celkem odehrál v dánském národním A-týmu 5 zápasů a vsítil 1 branku.
Gól Kaje Poulsena za A-tým Dánska
| Gól | Datum       | Stadion                           | Soupeř | Skóre | Výsledek | Soutěž                 |
| --- | ----------- | --------------------------------- | ------ | ----- | -------- | ---------------------- |
| 010 | 1. 12. 1965 | Racecourse Ground, Wrexham, Wales | Wales  | 1:1   | 4:2      | Kvalifikace na MS 1966 |